# Freie Jüdische Volksbühne
Die Freie Jüdische Volksbühne war ein jiddisches Theater in Wien von 1919 bis 1930.

## Geschichte
Im Frühsommer 1919 wurde der Verein Freie Jüdische Volksbühne in Wien gegründet. Er war wahrscheinlich nach dem Vorbild der Berliner Volksbühnenvereine organisiert. Das Ensemble um Ben Zvi spielte Theaterstücke in jiddischer Sprache an wechselnden Spielstätten.
Anlässlich eines Gastspiels am Theater in der Josefstadt im Juli 1921 wurde die deutschsprachige Wiener Theaterkritik auf das kleine Ensemble aufmerksam. Die schauspielerischen Leistungen wurden gelobt, es wurde aber bedauert, dass die jiddische Sprache trotz Bemühen nicht zu verstehen gewesen sei.
Nach einer Gastspielreise nach Rumänien im Sommer 1922 zerfiel das Ensemble 1923 langsam, die geplanten Aufführungen fanden danach nicht mehr statt. Es gab noch vereinzelte Gastspiele von Ben-Zvi und einigen verbliebenen Schauspielern im Sommer 1923 und im Winter 1924/25.
Seit 1926 sind erhebliche Schwierigkeiten beim Trägerverein Freie Jüdische Volksbühne feststellbar. Danach gab es noch vereinzelte Aufführungen. Seit 1929 wurde die Liquidation eingeleitet, 1930 wurde der Verein offiziell aufgelöst. Anfang 1932 gab es noch einmal Aufführungen von drei Stücken als Gastspiele.

## Aufführungen (Auswahl)
- Sch'ma Isroel von Osip Dymow, um 1920, (1921 :von Arthur Schnitzler besucht)[3]
- Gott der Rache von Schalom Asch
- Der Fremde von Jakob Gordin, Erstaufführung 6. Mai 1921
- Die Juden von Eugen Tschirikow, 1921 (von Arthur Schnitzler besucht)[4]
- Jekel der Schmied von David Pinski
- Eisik Scheftel von David Pinski (am 10. Januar 1922 von Arthur Schnitzler besucht)
- Der Sing fun sajn trauer von Osip Dymow, Februar 1922, gute Resonanz[5]
- Feier für Scholem Alejchem, März 1922[6]
- Schmates/Abfall von H. Leivik, Erstaufführung 6. April 1922
- (? Wos im fidele stekt von L. Peretz, geplant für 1922/23)

danach vereinzelte Gastspiele von Ben Zvi und einigen Schauspielern
- Der Fremde von Jakob Gordin, Juni 1923
- Ajkele Mazik von Ben Schumer, Juli 1923
- Gildene Pawe, Regie Leo Halpern, etwa 8. Dezember 1924 bis 4. Januar 1925, erfolgreich verlängert[7]
- Bath-Schewa von David Pinski, Anfang 1925, Regie Leo Halpern, Ausstattung Tibor Gergely, Wiener Erstaufführung
- Schmates von H. Leiwik, August 1925[8]
- Der Fremde von Jakob Gordin, Januar bis Februar 1932
- Schmates von Leivick, Januar bis Februar 1932
- Hinkemann von Ernst Toller, Januar bis Februar 1932

## Persönlichkeiten
Im Juli 1922 hatte der Verein etwa 2000 Mitglieder.
Leiter
- Isaak Deutsch, Gesellschafter, Geschäftsführer, Regisseur, Schauspieler[9]
- Abraham Weinstein, Gesellschafter, Kaufmann
- Paul Brecher, Mit-Theaterleiter 1921
- Simon Natan, Regisseur, Schauspieler

Weitere Schauspieler
- Ben-Zvi (Paul Baratow/Baratoff), wichtigster Schauspieler
- Jona Reißmann
- Lea Weintraub-Graf
- Brodyer Sänger (Sänger aus Brody), als Gäste Anfang 1922

## Spielstätten
Das Ensemble der Freien Jüdischen Volksbühne spielte an verschiedenen Orten.
- Wiener Bürgertheater, ab Februar 1920
- Roland-Bühne, Praterstraße, Mai 1921, April 1922 (Gastspiele?)
- Jüdische Kammerspiele, Untere Augartenstraße, Hinterhaus, spärlich eingerichtetes eigenes Theater, seit Frühjahr 1921, auch Oktober 1921
- Theater in der Josefstadt, Juli 1921, Gastspiel
- Taborstraße, etwa ab August 1921
- Lustspieltheater, bis April 1922, Gastspiele
- (geplant Rolandbühne , Praterstraße, ab Ende 1922, aber nicht umgesetzt)
- Renaissancetheater, Juni und Juli 1923, Gastspiele
- Künstlerspiele Riemergasse, Dezember 1924 bis Jänner 1925, Gastspiele
- Roland-Bühne, Praterstraße, August 1925, Gastspiel
- Saal in der Praterstraße, Jänner bis Februar 1932[10]